# Rock Your Body
Rock Your Body is de derde single van de Amerikaanse zanger Justin Timberlake, geproduceerd door The Neptunes. De single komt van zijn debuutalbum Justified en is uitgebracht in 2003. De achtergrondzang is van Vanessa Marquez.
In de muziekindustrie wordt beweerd dat de single eerst geproduceerd was door The Neptunes voor Michael Jackson. Uiteindelijk haalde "Rock Your Body" zijn album Invincible niet en het nummer werd aan Timberlake gegeven.

## Tracklist
1. Rock Your Body [Albumversie]
2. Rock Your Body [Sander Kleinenberg's Just in the Radio Edit]
3. Rock Your Body [Paul Oakenfold Mix]
4. Rock Your Body [Instrumental With Beatbox]

## Overige remixes
- Albumversie — 4:27
- Instrumentaal — 4:27
- Radio Edit #1 — 3:28
- Radio Edit #2 — 3:28
- Video Mix — 4:58
- Sander Kleinenberg's Just In The Radio Mix — 3:33
- Sander Kleinenberg's Dub — 11:54
- Junior Vasquez Club Mix — 9:11